# Ligue mexicaine de baseball 2011
Navigation
2010 2012
La saison 2011 de la Ligue mexicaine de baseball est la 87e édition de l'épreuve. Les tenants du titre sont les Saraperos de Saltillo. Le match d'ouverture de la saison était programmé le 18 mars, avec une opposition entre les champions sortants et les Acereros de Monclova, mais la compétition débute finalement le 19 mars avec une journée complète au programme, soit sept rencontres. 
Ce sont les Tigres de Quintana Roo qui s'imposent 4-0 en série finale face aux Diables de Mexico et remportent le titre 2011. 

## Intersaison
Déjà en difficultés financières lors de l'intersaison 2010, les clubs des Dorados de Chihuahua et les Tecolotes de Nuevo Laredo ne s'alignent pas cette saison. Les joueurs sous contrat dans ces deux équipes sont répartis dans les autres formations de la Ligue via une draft dite de dispersion.

## Équipes de la saison 2011
| \| Sultanes Tigres Vaqueros Diablos Rojos Pericos Acereros Broncos Saraperos Guerreros Leones Olmecas Petroleros Piratas Rojos \| Localisation des clubs. |
| Sultanes Tigres Vaqueros Diablos Rojos Pericos Acereros Broncos Saraperos Guerreros Leones Olmecas Petroleros Piratas Rojos                               |

| Groupe | Equipe                       | Ville                         | Stade                                       | Capacité |
| ------ | ---------------------------- | ----------------------------- | ------------------------------------------- | -------- |
| Nord   | Acereros de Monclova         | Monclova, Coahuila            | Estadio Monclova                            | 11 000   |
| Nord   | Broncos de Reynosa           | Reynosa, Tamaulipas           | Estadio Adolfo López Mateos                 | 10 000   |
| Nord   | Diablos Rojos del México     | Mexico                        | Foro Sol                                    | 27 940   |
| Nord   | Pericos de Puebla            | Puebla, Puebla                | Estadio Hermanos Serdán                     | 12 000   |
| Nord   | Saraperos de Saltillo        | Saltillo, Coahuila            | Estadio Francisco I. Madero                 | 16 000   |
| Nord   | Sultanes de Monterrey        | Monterrey, Nuevo León         | Estadio de Béisbol Monterrey                | 27 000   |
| Nord   | Vaqueros Laguna              | Torreón, Coahuila             | Estadio Revolución                          | 12 000   |
| Sud    | Guerreros de Oaxaca          | Oaxaca, Oaxaca                | Estadio Lic. Eduardo Vasconcelos            | 7 200    |
| Sud    | Leones de Yucatán            | Mérida, Yucatán               | Estadio Kukulcán                            | 16 000   |
| Sud    | Olmecas de Tabasco           | Villahermosa, État de Tabasco | Parque Centenario 27 de Febrero             | 10 500   |
| Sud    | Petroleros de Minatitlán     | Minatitlán, Veracruz          | Parque 18 de marzo de 1938                  | 7 500    |
| Sud    | Piratas de Campeche          | Campeche, État de Campeche    | Estadio Nelson Barrera Romellón             | 6 000    |
| Sud    | Rojos del Águila de Veracruz | Veracruz, Veracruz            | Parque Deportivo Universitario "Beto Ávila" | 7 822    |
| Sud    | Tigres de Quintana Roo       | Cancún, Quintana Roo          | Estadio Beto Ávila                          | 9 000    |

## Saison régulière

### Mars 2011
Le Foro Sol affiche complet à l'occasion du match inaugural de la saison à Mexico, avec 28 753 spectateurs payants. Même succès populaire lors de la journée d'ouverture avec notamment 12 300 spectateurs à Mérida, 11 480 spectateurs à Monclova et 10 997 à Puebla.

### Classement
| Nord | Nord      | Nord | Nord | Nord | Nord  | Nord |
| Pl.  | Équipe    | J    | V    | D    | %     | GB   |
| ---- | --------- | ---- | ---- | ---- | ----- | ---- |
| 1    | Mexico    | 103  | 63   | 40   | .612  | -    |
| 2    | Reynosa   | 104  | 57   | 47   | .548  | 6.5  |
| 3    | Monterrey | 103  | 54   | 49   | .524  | 9    |
| 4    | Puebla    | 106  | 53   | 53   | .500  | 11.5 |
| 5    | Laguna    | 106  | 48   | 58   | .443  | 16.5 |
| 6    | Monclova  | 106  | 47   | 59   | .443  | 17.5 |
| 7    | Saltillo  | 104  | 44   | 60   | .4232 | 19.5 |

| Sud | Sud          | Sud | Sud | Sud | Sud  | Sud  |
| Pl. | Équipe       | J   | V   | D   | %    | GB   |
| --- | ------------ | --- | --- | --- | ---- | ---- |
| 1   | Quintana Roo | 105 | 62  | 43  | .590 | -    |
| 2   | Campeche     | 100 | 55  | 45  | .550 | 4.5  |
| 3   | Veracruz     | 103 | 54  | 49  | .524 | 7    |
| 4   | Oaxaca       | 101 | 52  | 49  | .515 | 9.5  |
| 5   | Tabasco      | 105 | 50  | 55  | .476 | 12   |
| 6   | Minatitlán   | 104 | 47  | 57  | .452 | 14.5 |
| 7   | Yucatán      | 104 | 43  | 62  | .410 | 19   |

### Statistiques individuelles

#### Au bâton
| Catégorie        | Joueur                      | Stat |
| Moyenne au bâton | Barbaro Canizares (Oaxaca)  | .396 |
| Points produits  | Luis Terrero (Mexico)       | 110  |
| Coups de circuit | Jorge Guzman (Veracruz)     | 39   |
| Bases volées     | Henry Mateo (Tabasco)       | 32   |
| Bases volées     | Eduardo Arredondo (Reynosa) | 32   |

#### Lanceurs
| Catégorie                 | Joueur                                                                  | Stat |
| Moyenne de points mérités | Marco Tovar (Reynosa)                                                   | 3.11 |
| Victoires                 | Marco Tovar (Reynosa) Francisco Campos (Campeche) Marco Duarte (Mexico) | 12   |
| Retraits sur prises       | Hector Rodriguez (Saltillo)                                             | 118  |
| Sauvetages                | Sandy Nin (Quintana Roo)                                                | 24   |

## Séries éliminatoires
|  | Quarts de finale | Quarts de finale | Quarts de finale | Quarts de finale |           |           | Demi-finales | Demi-finales | Demi-finales | Demi-finales |  |  | Finale | Finale | Finale | Finale |
|  |                  |                  |                  |                  |           |           |              |              |              |              |  |  |        |        |        |        |
|  |                  |                  |                  |                  |           |           |              |              |              |              |  |  |        |        |        |        |
|  |                  |                  |                  |                  |           |           |              |              |              |              |  |  |        |        |        |        |
|  | Monterrey        | Monterrey        | 4                | 4                |           |           |              |              |              |              |  |  |        |        |        |        |
|  | Monterrey        | Monterrey        | 4                | 4                |           |           |              |              |              |              |  |  |        |        |        |        |
|  | Reynosa          | Reynosa          | 2                | 2                |           |           |              |              |              |              |  |  |        |        |        |        |
|  | Reynosa          | Reynosa          | 2                | 2                | Monterrey | Monterrey | 3            | 3            |              |              |  |  |        |        |        |        |
|  | Nord             |                  |                  |                  | Monterrey | Monterrey | 3            | 3            |              |              |  |  |        |        |        |        |
|  |                  |                  | Mexico           | Mexico           | 4         | 4         |              |              |              |              |  |  |        |        |        |        |
|  | Mexico           | Mexico           | Mexico           | Mexico           | 4         | 4         | 2            | 2            |              |              |  |  |        |        |        |        |
|  | Mexico           | Mexico           |                  |                  |           |           |              | 2            |              |              |  |  |        |        |        |        |
|  | Mexico           | Mexico           | 4                | 4                |           |           |              |              |              |              |  |  |        |        |        |        |
|  | Mexico           | Mexico           | 4                | 4                | Mexico    | Mexico    | 0            | 0            |              |              |  |  |        |        |        |        |
|  |                  |                  |                  |                  | Mexico    | Mexico    | 0            | 0            |              |              |  |  |        |        |        |        |
|  |                  |                  | Quintana Roo     | Quintana Roo     | 4         | 4         |              |              |              |              |  |  |        |        |        |        |
|  | Veracruz         | Veracruz         | Quintana Roo     | Quintana Roo     | 4         | 4         | 4            | 4            |              |              |  |  |        |        |        |        |
|  | Veracruz         | Veracruz         |                  |                  |           |           |              |              |              |              |  |  |        |        |        |        |
|  | Campeche         | Campeche         | 3                | 3                |           |           |              |              |              |              |  |  |        |        |        |        |
|  | Campeche         | Campeche         | 3                | 3                | Veracruz  | Veracruz  | 2            | 2            |              |              |  |  |        |        |        |        |
|  | Sud              |                  |                  |                  | Veracruz  | Veracruz  | 2            | 2            |              |              |  |  |        |        |        |        |
|  |                  |                  | Quintana Roo     | Quintana Roo     | 4         | 4         |              |              |              |              |  |  |        |        |        |        |
|  | Oaxaca           | Oaxaca           | Quintana Roo     | Quintana Roo     | 4         | 4         | 2            | 2            |              |              |  |  |        |        |        |        |
|  | Oaxaca           | Oaxaca           |                  |                  |           |           |              | 2            |              |              |  |  |        |        |        |        |
|  | Quintana Roo     | Quintana Roo     | 4                | 4                |           |           |              |              |              |              |  |  |        |        |        |        |
|  | Quintana Roo     | Quintana Roo     | 4                | 4                |           |           |              |              |              |              |  |  |        |        |        |        |
|  |                  |                  |                  |                  |           |           |              |              |              |              |  |  |        |        |        |        |

## Médias
SKY México dédie quatre de ses canaux (596 à 599) à la LMB et retransmet plus de 400 matchs cette saison. Cette couverture concerne le Mexique, mais aussi le Nicaragua, le Honduras, El Salvador, le Guatemala, le Belize, le Costa Rica, la République dominicaine, Haiti et le Panamá. ESPN Dos et TVC Deportes assurent également la couverture de rencontres en direct au Mexique.